# Paladin (album)
Paladin is het debuutalbum van de Britse muziekgroep Paladin. De band nam onder aanvoering van Keith Webb en Peter Solley en op aandringen van Gerry Bron, baas van Bronze Records een album op in de Olympic Studio en Island Studio te Londen. De muziek is moeilijk in te delen qua stijl en dat was ook wat de heren wilden. Ze waren juist uit de band van Terry Reid gestapt omdat die hits wilde scoren. De stijl kan het best vergeleken worden met die van de band Santana waarbij Gregg Rolie een grotere invloed had, Een soort Latin jazzrock. De kritieken destijds waren goed, maar het album verkocht nauwelijks; het haalde de Britse albumlijsten niet.

## Musici
- Keith Webb – slagwerk, percussie
- Peter Solley – toetsinstrumenten, viool, zang
- Peter Beckett – basgitaar, zang
- Lou Stonebridge – piano, zang
- Derek Foley – gitaar, zang

## Muziek
| Nr. | Titel                                | Duur |
| --- | ------------------------------------ | ---- |
| 1.  | Bad times (Solley)                   | 6:53 |
| 2.  | Carry me home (Beckett, Stonebrdige) | 3:26 |
| 3.  | Dance of the cobra (Webb)            | 7:42 |
| 4.  | Third world (Solley)                 | 3:56 |
| 5.  | Fill up your heart (Solley)          | 5:42 |
| 6.  | Flying high (Solley)                 | 5:06 |
| 7.  | The fakir (Lalo Schifrin)            | 4:47 |